# سيفي بايستيروس

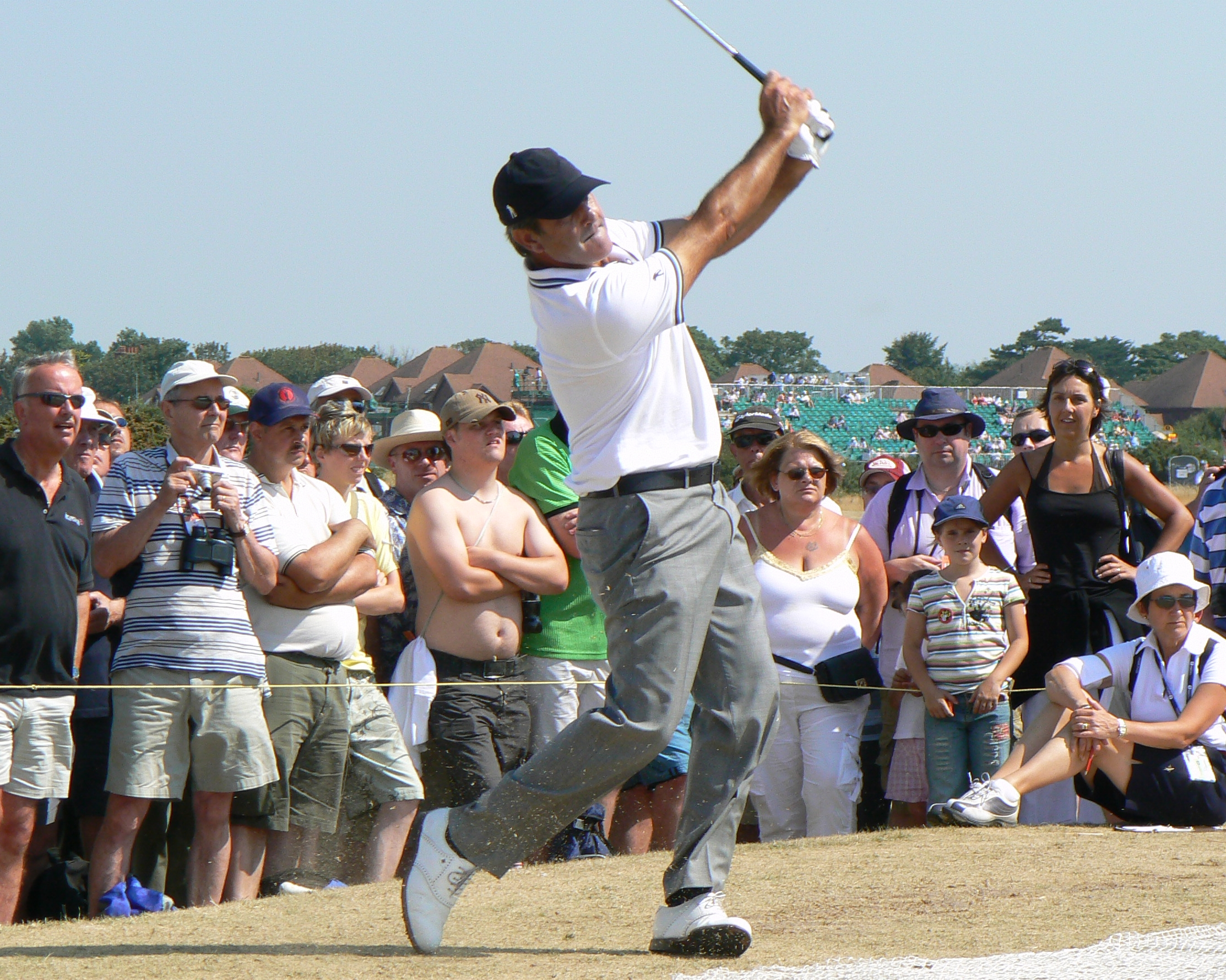
صورة لسيفي بايستيروس، في 19 يوليو 2006

سيفي بايستيروس ‏ (بالإسبانية: Severiano "Seve" Ballesteros Sota)‏ (9 أبريل 1957 - 7 مايو 2011) هو لاعب غولف محترف، فاز ب 87 لقبا على مدار تاريخه، كما كان أول لاعب أوروبى يفور ببطولة الأساتذة عام 1980 ثم فاز بها مرة أخرى عام 1983، ذلك فضلا عن البطولة المفتوحة في أعوام 1979 و1984 و1988.
اكتشف إصابته بورم في المخ عام 2008 بعدما فقد وعيه في مطار مدريد، وكان يعتبر صراعه مع مرض السرطان أصعب تحد يواجهه في حياته. توفى عن عمر ناهز 54 عاما بعد صراع طويل مع مرض السرطان.

## روابط خارجية
- سيفي بايستيروس على موقع IMDb (الإنجليزية)
- سيفي بايستيروس على موقع الموسوعة البريطانية (الإنجليزية)
- سيفي بايستيروس على موقع ميوزك برينز (الإنجليزية)
- سيفي بايستيروس على موقع إن إن دي بي (الإنجليزية)
- سيفي بايستيروس على موقع رابطة لاعبي الغولف المحترفين (الإنجليزية)
- سيفي بايستيروس على موقع رابطة أوروبا للاعبي الغولف المحترفين (الإنجليزية)
- سيفي بايستيروس على موقع رابطة اليابان للاعبي الغولف المحترفين (الإنجليزية)
- سيفي بايستيروس على موقع التصنيف العالمي الرسمي للغولف (الإنجليزية)
- سيفي بايستيروس على موقع أوليمبيديا (الإنجليزية)